# 智利葡萄酒

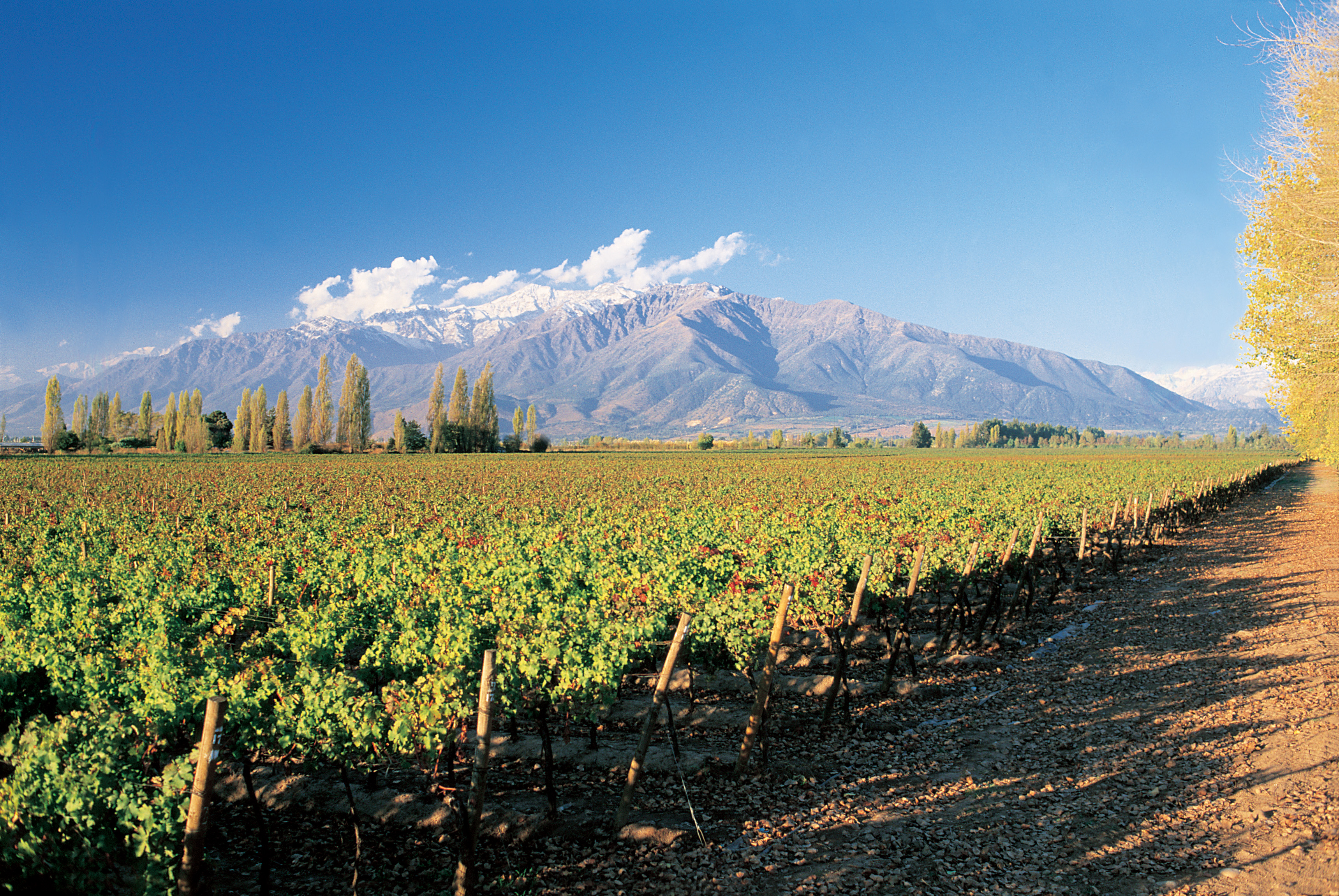
在安第斯山脈下的智利葡萄園酒莊

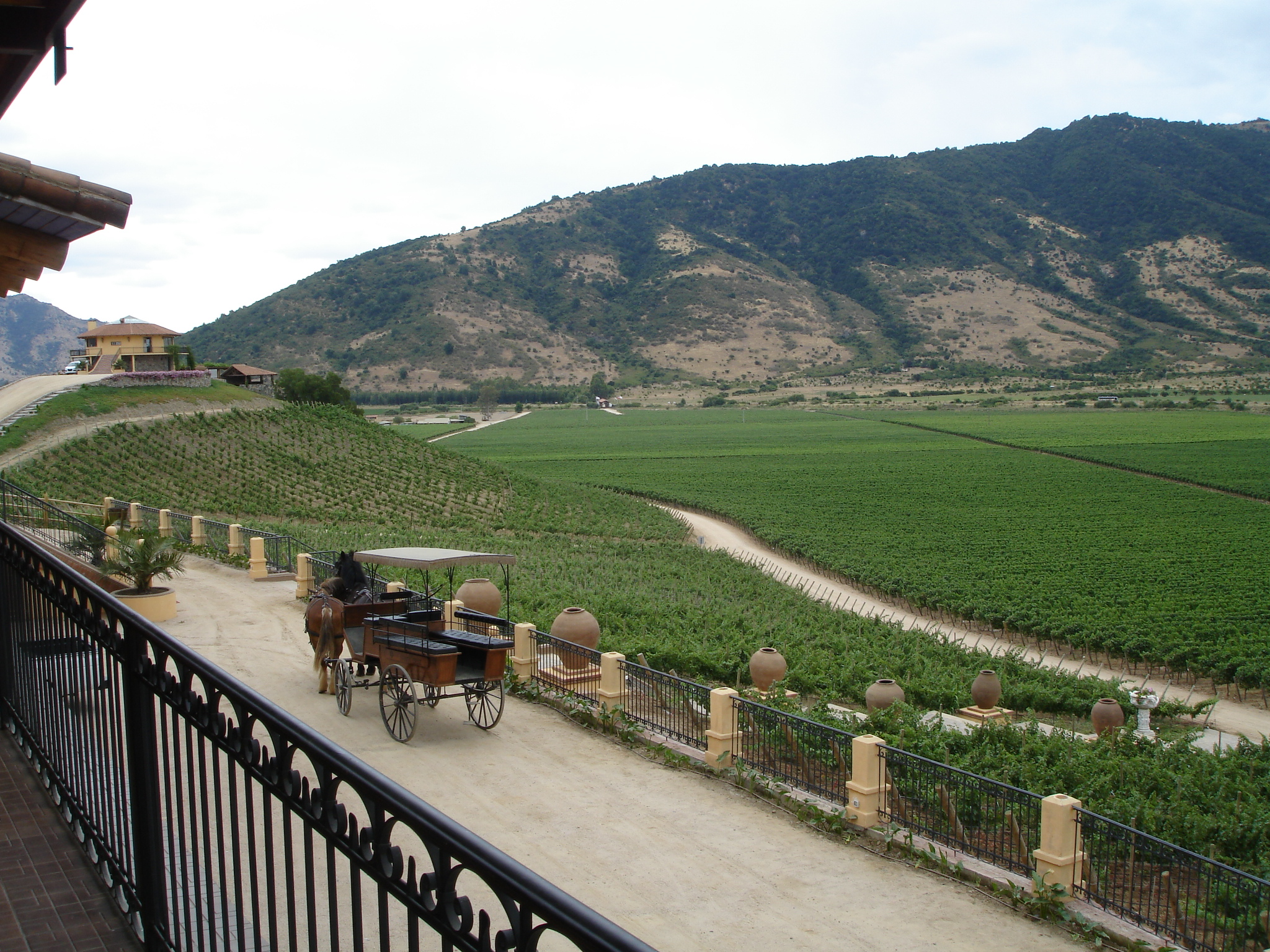
聖克魯斯 (智利)的葡萄園酒莊

智利在南美洲南錐體中的位置。

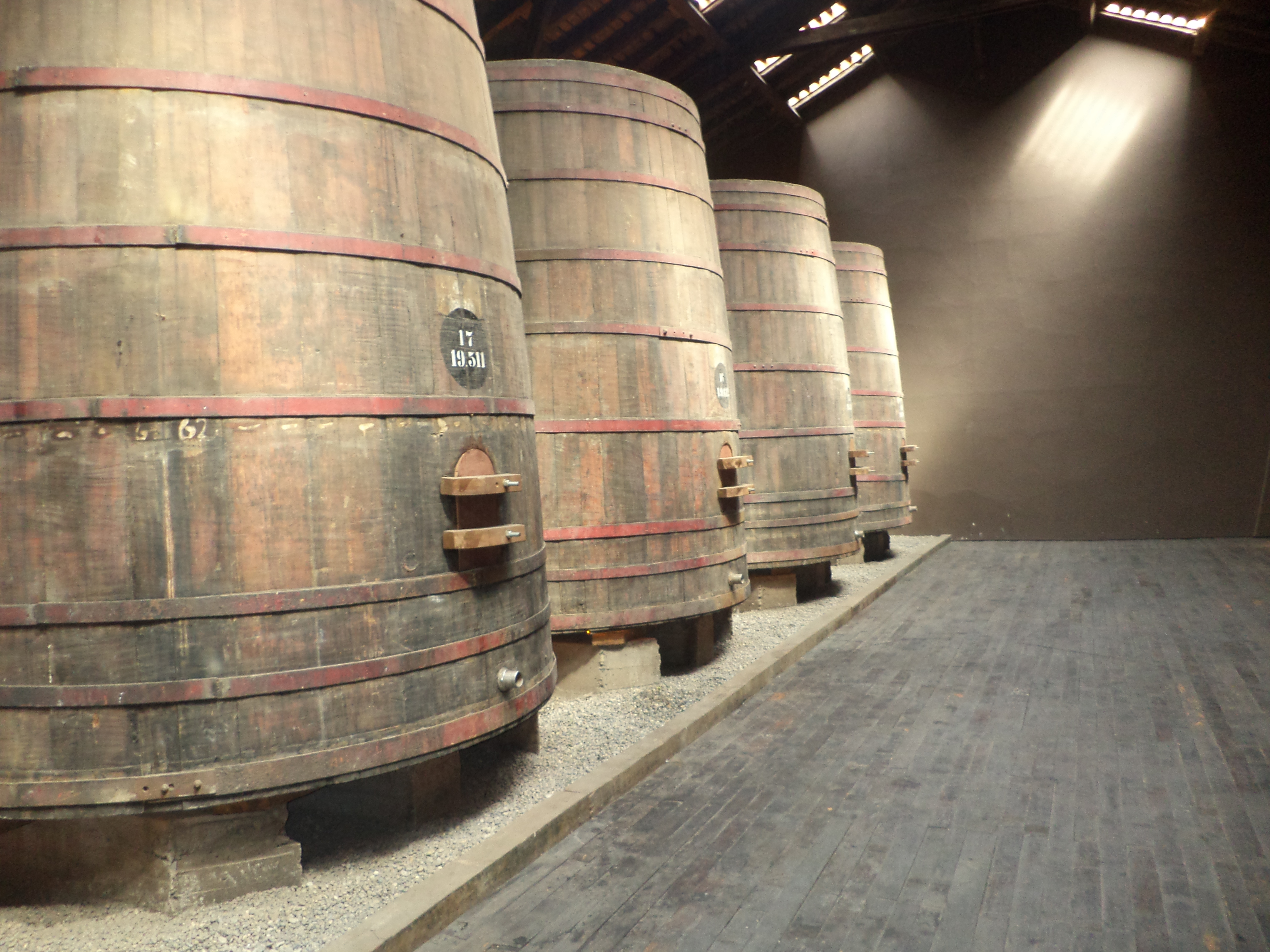
聖塔酒莊

智利葡萄酒是在智利製造的葡萄酒。 智利在新世界葡萄酒產區擁有一個悠長的葡萄栽培歷史，最早可以追溯到16世紀西班牙征服者帶著釀酒葡萄（Vitis vinifera）前往殖民該地區的時候。在19世紀中期，法國葡萄酒品種，如赤霞珠、梅洛、卡門納和法郎被引入。在20世紀80年代初，復興開始於引進不銹鋼發酵罐和使用橡木桶成熟。隨著優質葡萄酒產量增加，葡萄酒出口量快速增長。釀酒廠的數量從1995年的12個增加到2005年的70個。突然膨脹的原因各不相同，但都對理解智利葡萄酒文化至關重要。
最大的因素，也可以說是最突出的，涉及大量法國家庭在20世紀後期移民到智利。 法國人能夠與當地的智利人分享他們的精緻口味和經驗，擴大他們對葡萄酒世界的了解。 智利現在是世界第五大葡萄酒出口國，也是第九大生產國。 氣候被描述為在加利福尼亞和法國之間的中間。 最常見的葡萄是赤霞珠、梅洛和卡門納。 到目前為止智利仍然沒有根瘤蝨，這意味著該國的葡萄藤不需要嫁接。

## 简介
坐落于南美洲西南端的智利，地域狭长，东倚安第斯山脉，西濒太平洋，南接南极洲。得天独厚的地理条件和宜人的地中海气候塑造出智利无与伦比的自然风貌为智利葡萄的生长提供了有利的条件。

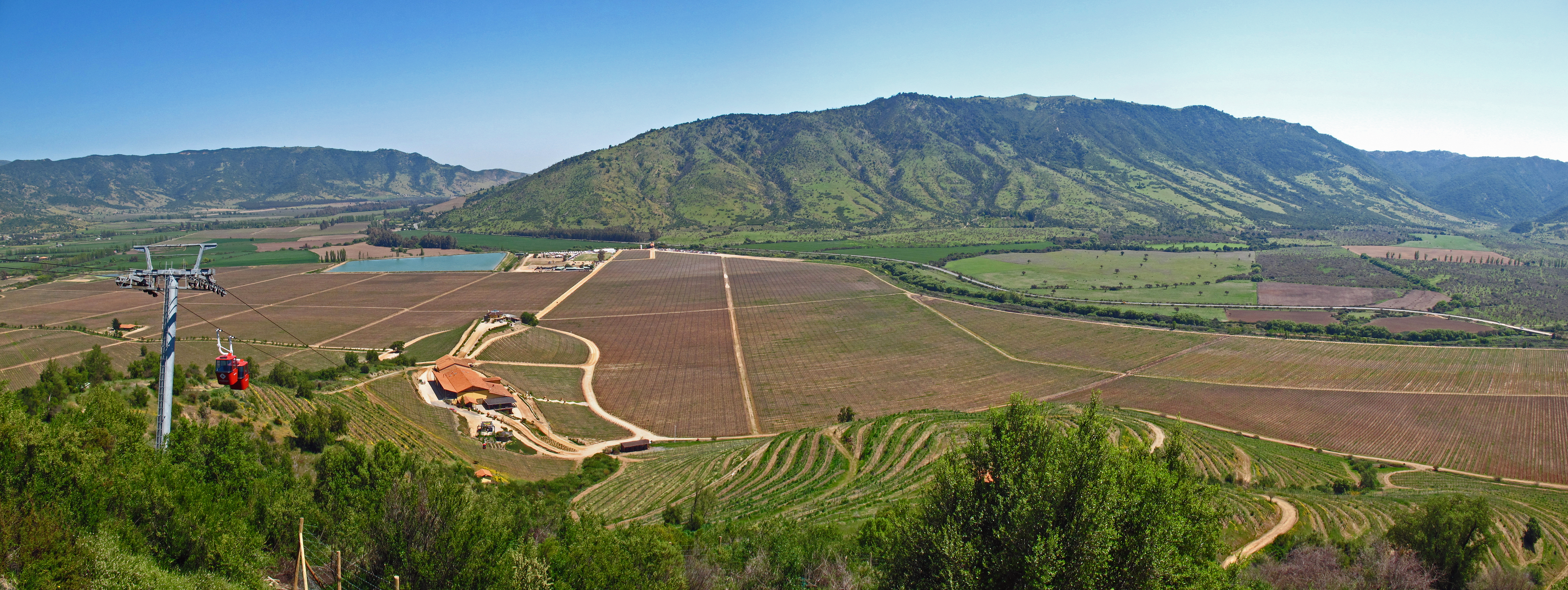
在空加瓜谷Viña Santa Cruz的全景照。

## 智利葡萄品种

### 卡本內蘇維翁

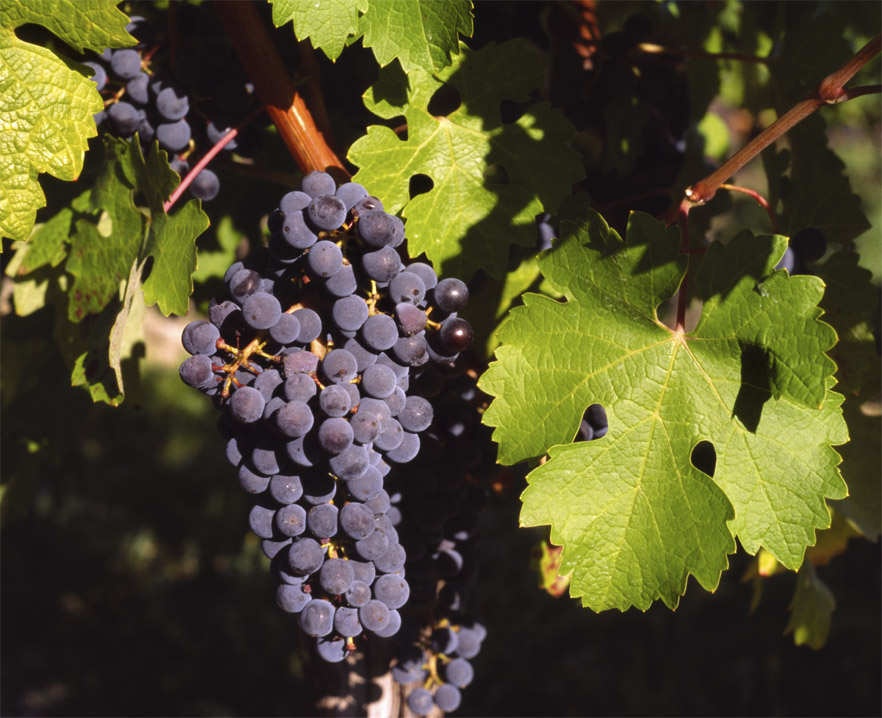
卡本內蘇維濃（Cabernet Sauvignon）葡萄品種

Cabernet Sauvugnon品種特性：
種植最為廣泛的紅葡萄品種。容易生長，適合不同氣候果實深色、高丹寧，富果味（李子、黑莓）、植物味（青草、青椒）及烘培味（煙草、咖啡、煙燻味）。可釀造酒體渾厚。具陳年潛力的葡萄酒。Cabernet Sauvignon葡萄品種特性強，容易辨認，酚類物質含量高，單寧強，酒體渾厚強健，是品種中的優質紅葡萄酒。

### 佳美娜

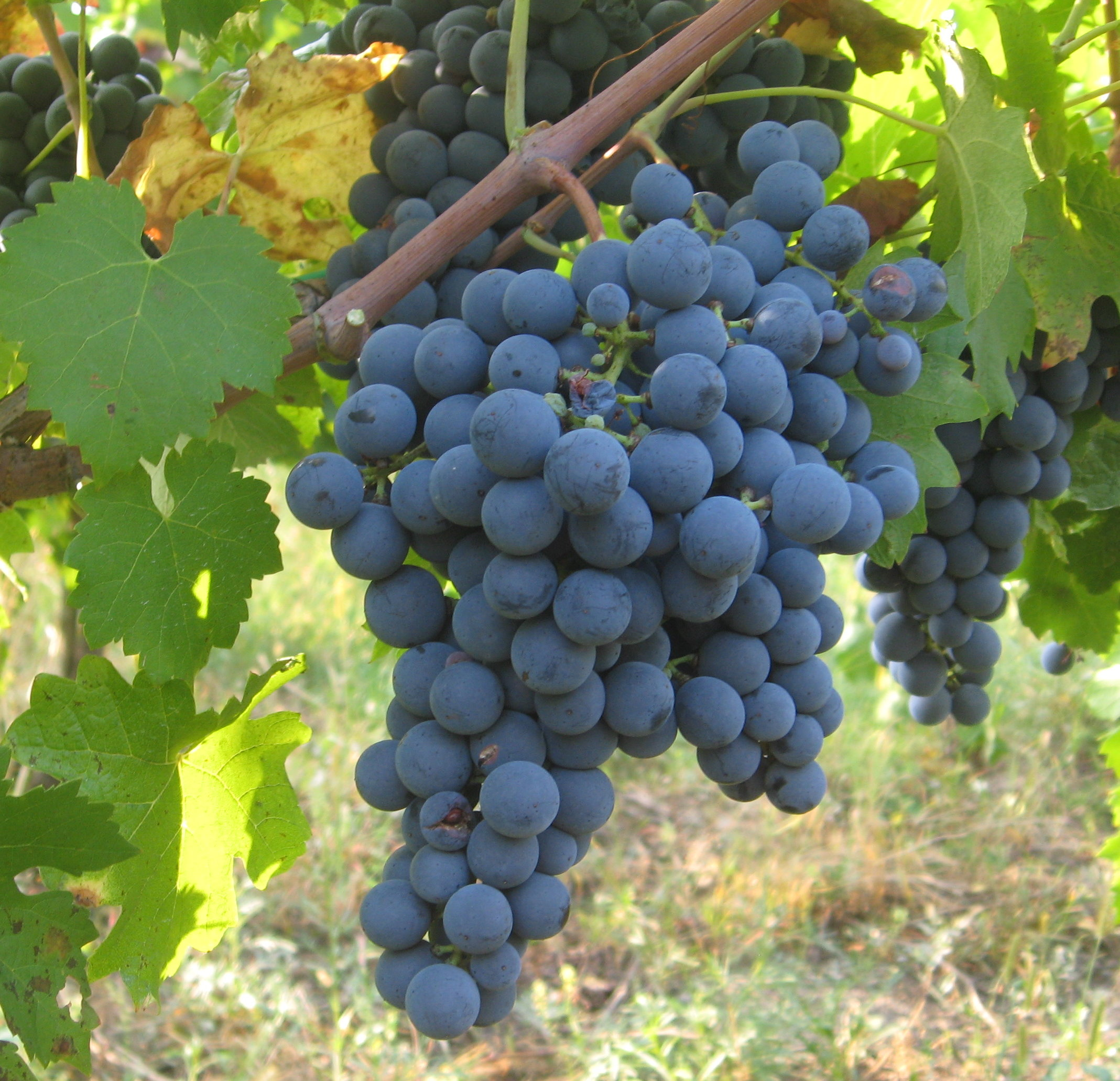
Carmenere 葡萄品種

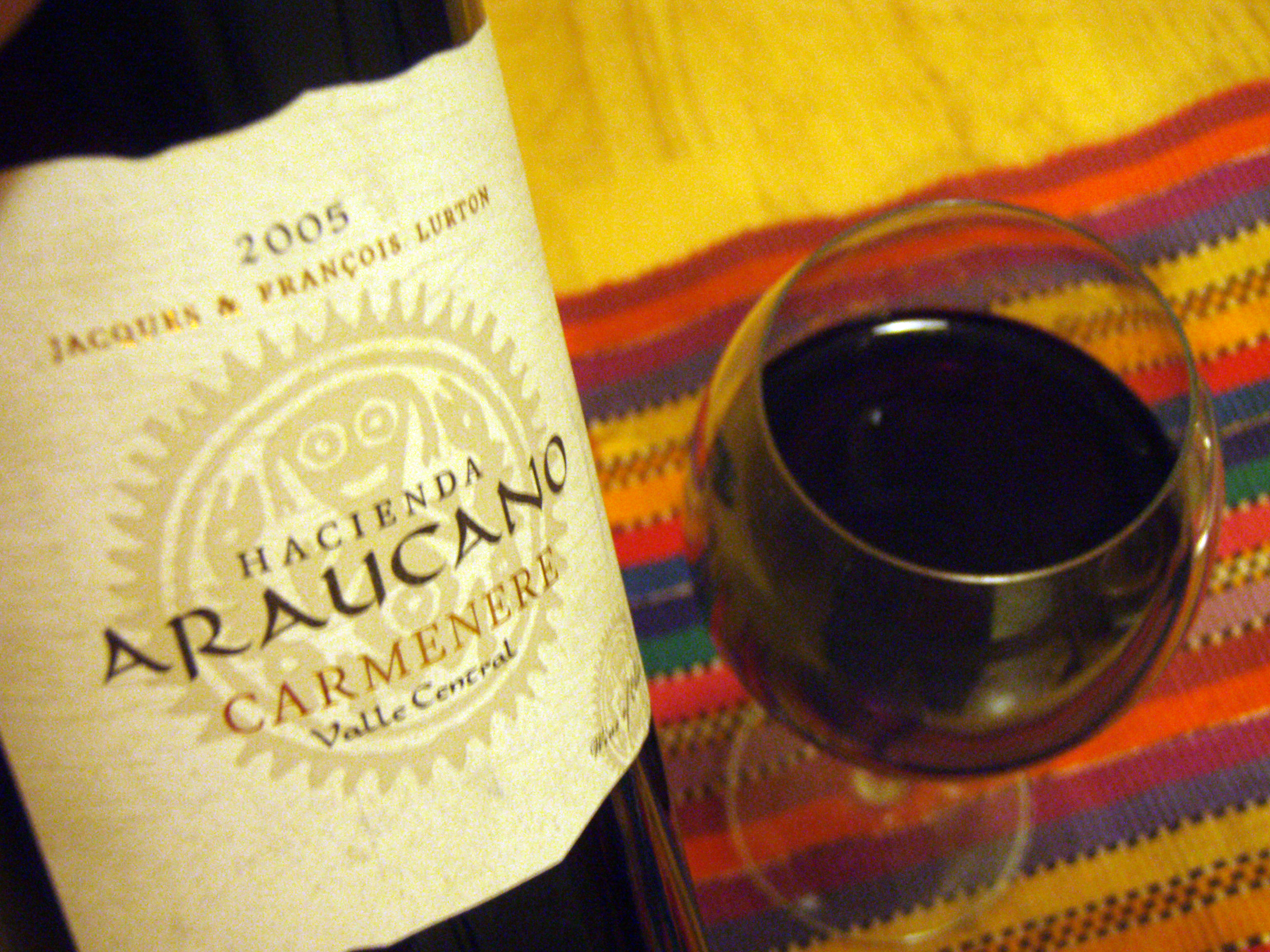
智利Carmenere紅酒的顏色

智利的佳美娜（Carmenere）颜色浓、糖分高、酸度较低、单宁柔和、酒体较为丰满。如果成熟度好，酒体圆润柔顺，经常带有红色浆果、黑巧克力和胡椒般的辛辣口味。
佳美娜原先一直在法国波尔多广泛种植，用于酿造顶级葡萄酒。十九世纪初根瘤蚜肆虐欧洲，所有葡萄品种都难以幸免，佳美娜更是几乎绝迹。
所幸在此之前，智利人已经引进了法国葡萄种植，安第斯山脉和太平洋神奇地庇护着这片土地，使它至今免疫于根瘤蚜。
不过，佳美娜在智利一直被误认为梅乐品种，直到1991年通过DNA鉴定才得以正名。这一发现简直是上天给予智利酒业的最佳恩赐。

### 梅洛
此品種易於栽培，酒質優良，生長力強，產量高，極易早期豐收。但Merlot對土壤適應性差，喜肥沃、沙質土壤。可釀造寶石紅色、果香濃郁、單寧質地柔順、酸度低、口感圓潤厚實的葡萄酒，也適合陳年，但無法像Cabernet Sauvignon可以儲存十年以上。經常與Cabernet Sauvignon混釀，但新世界單獨釀造的Merlot葡萄酒亦順口流暢，不用陳釀就可飲用。

### 白蘇維翁
Sauvignon Blanc品種特性：
Sauvignon Blanc屬於酸度高，刺激感強，生產在寒冷的地區，由於氣候涼，酸度高的讓舌頭打顫，屬於結實有力的酸，但須要趁年輕時候喝。年輕的Sauvignon Blanc有香清爽，混合清脆的蘋果、草地、哈密瓜、無花果、柚子皮、礦石等香氣，陳年兩到三年後會有蘆筍的味道。
Sauvignon Blanc因產地不同，在香氣上也有微妙的差別。很多人說他有一種難以形容的味道，就是"酸腐味"，聽起來似乎不怎麼好的味道，雖然不盡然是如此，但應該也是許多人對味道普遍的經驗吧。

## 智利葡萄酒品牌

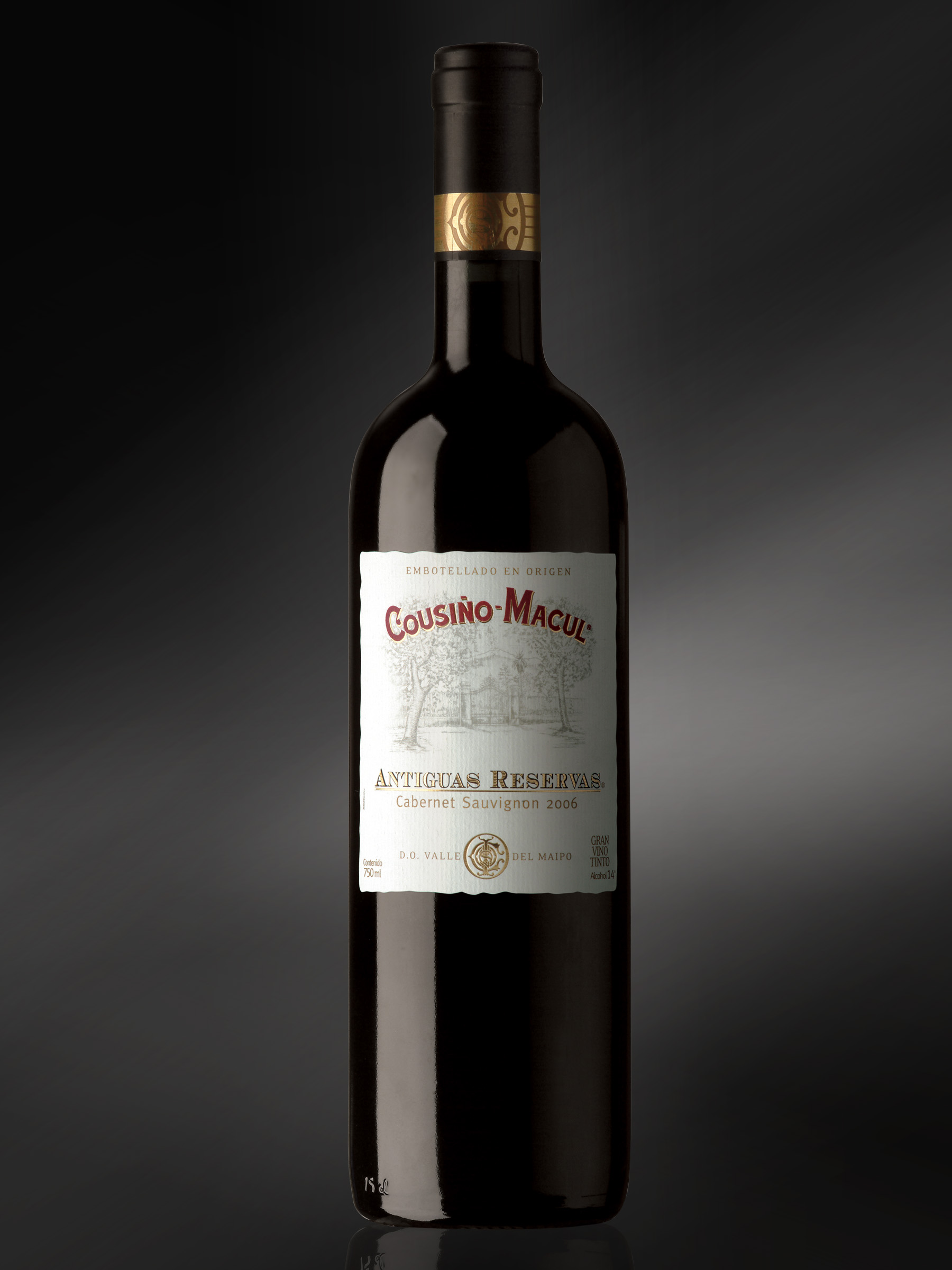
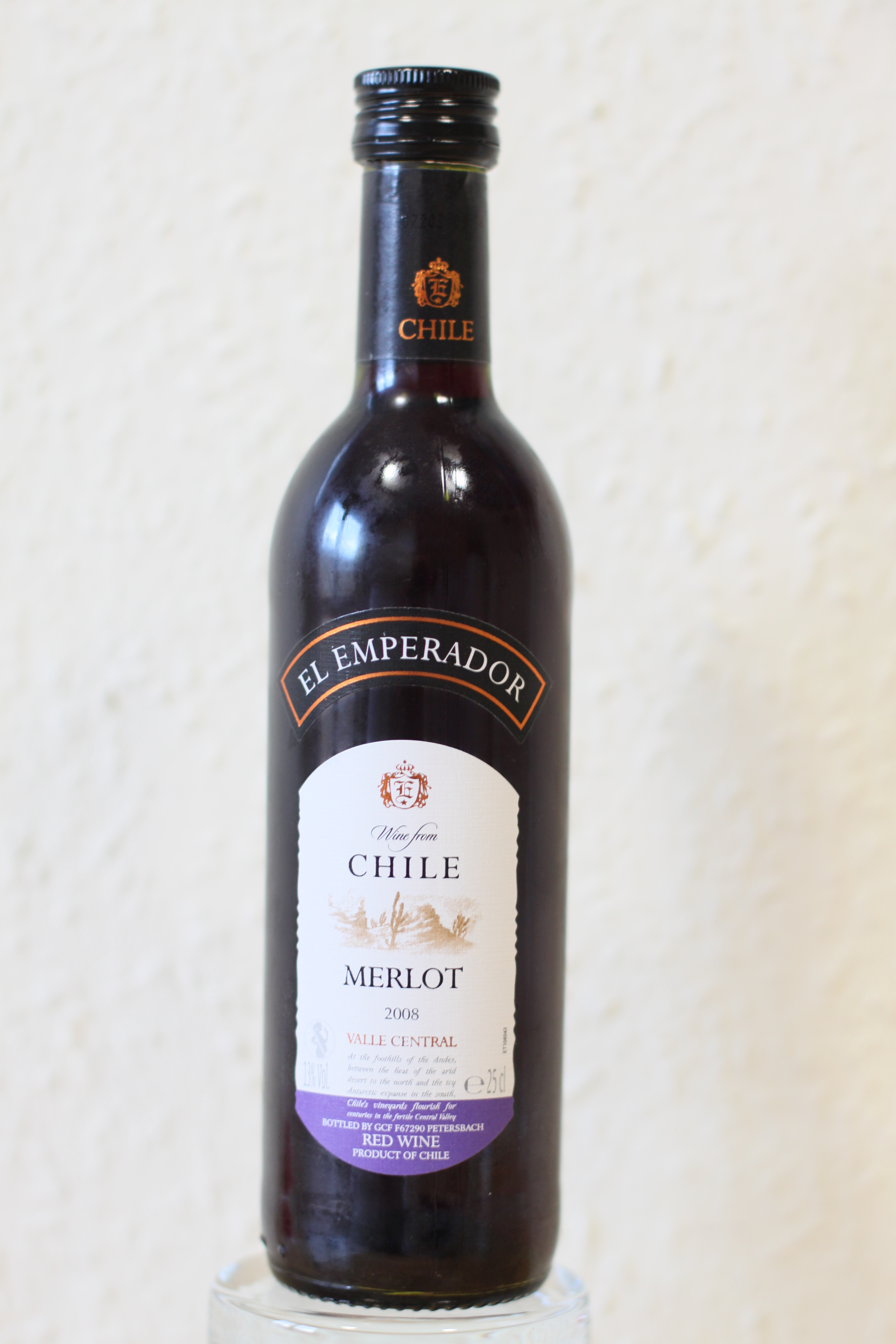
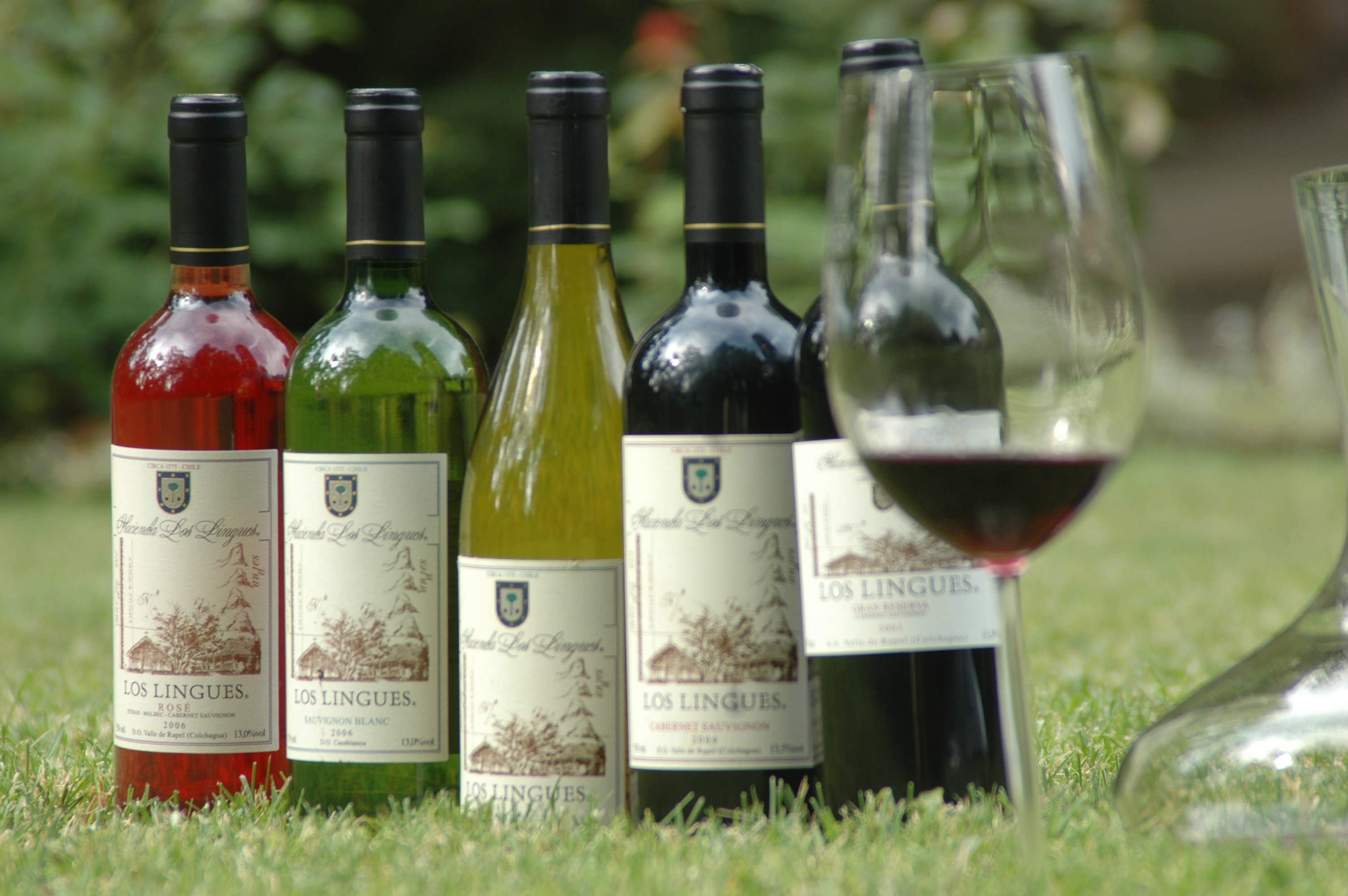
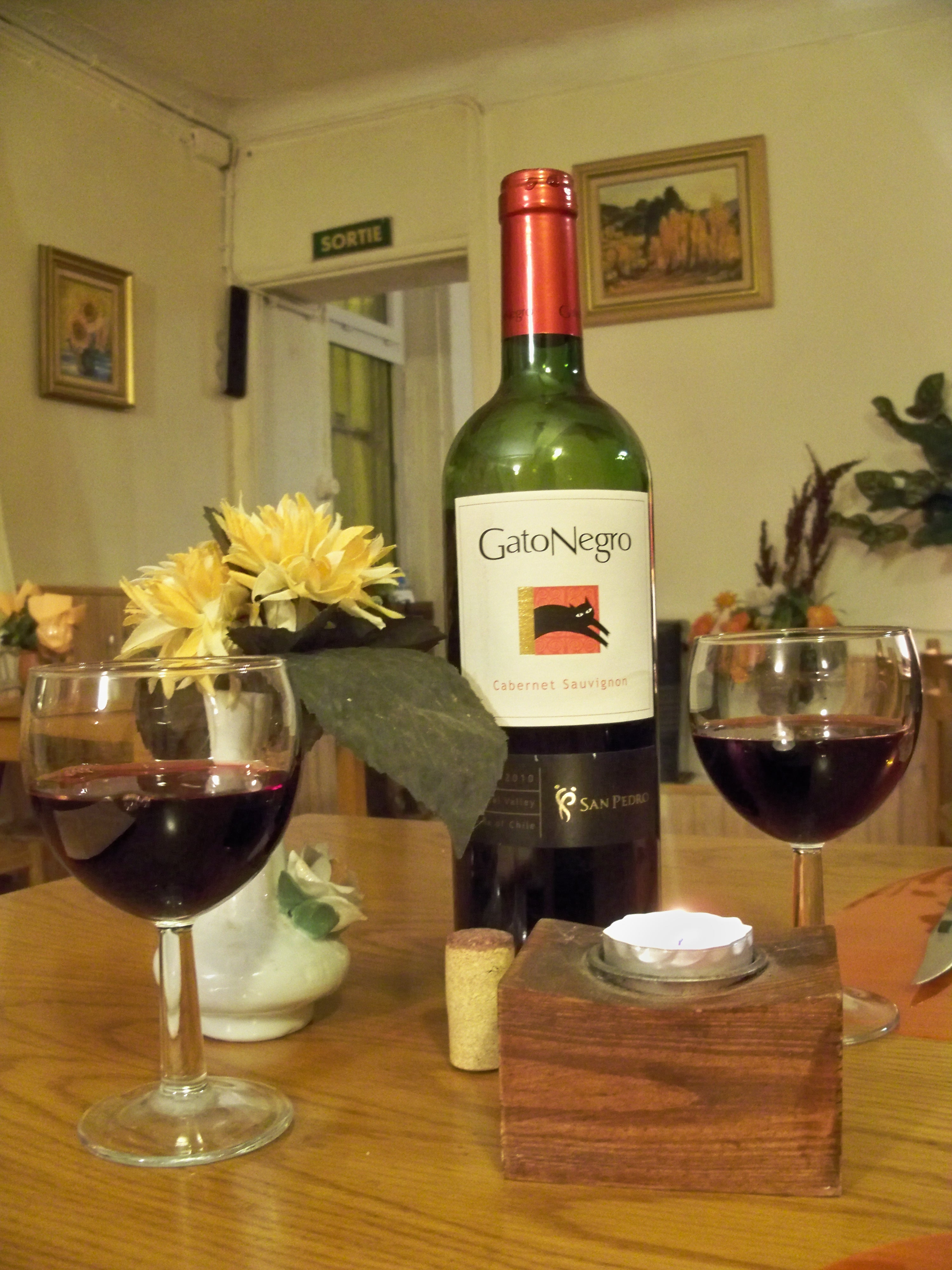
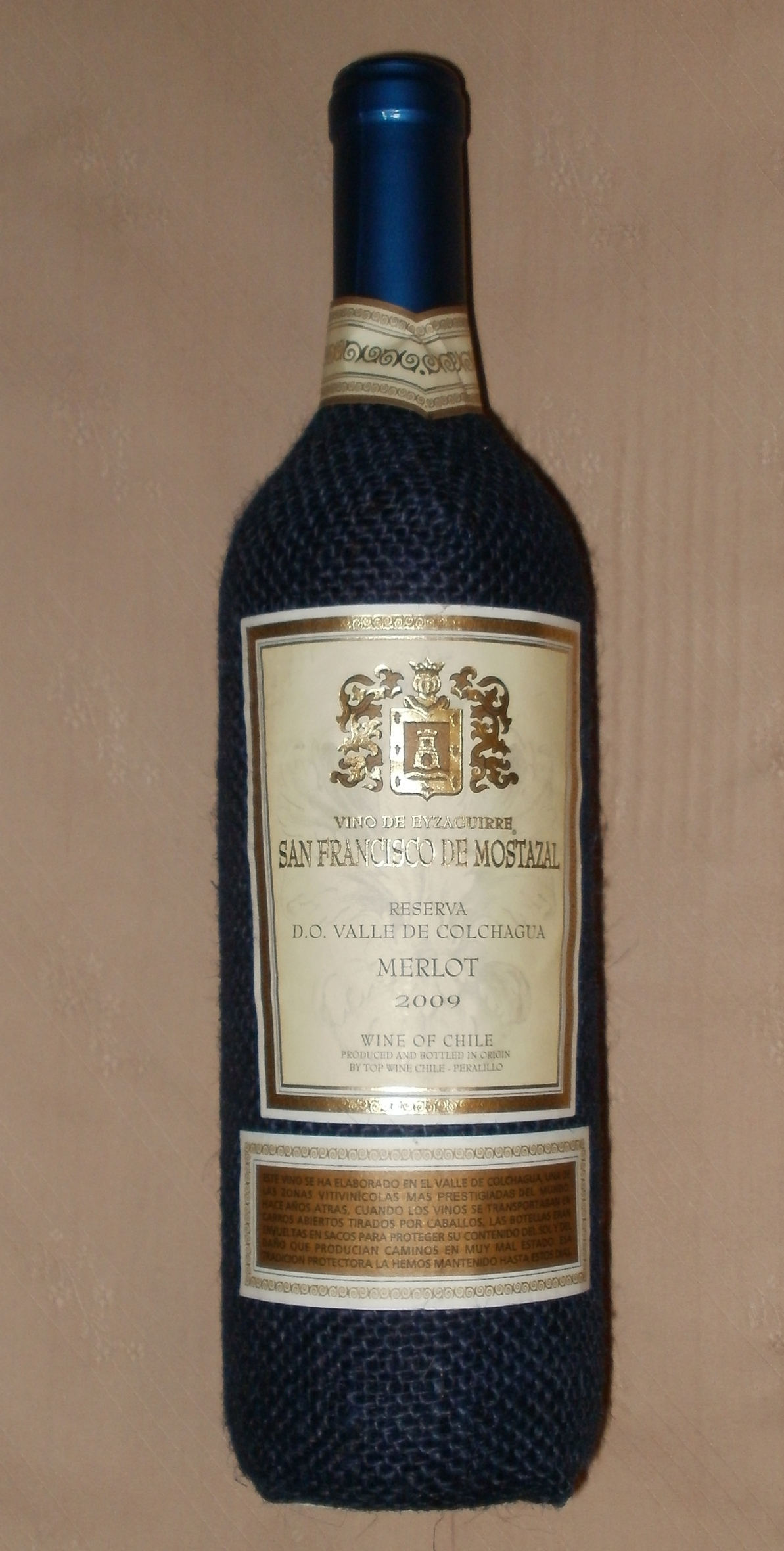
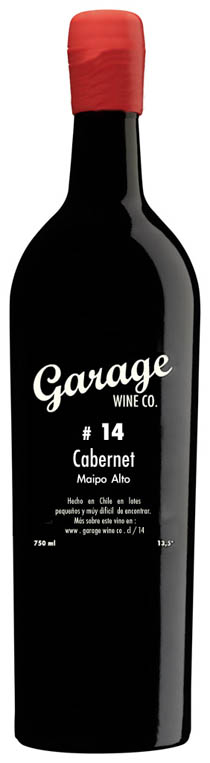
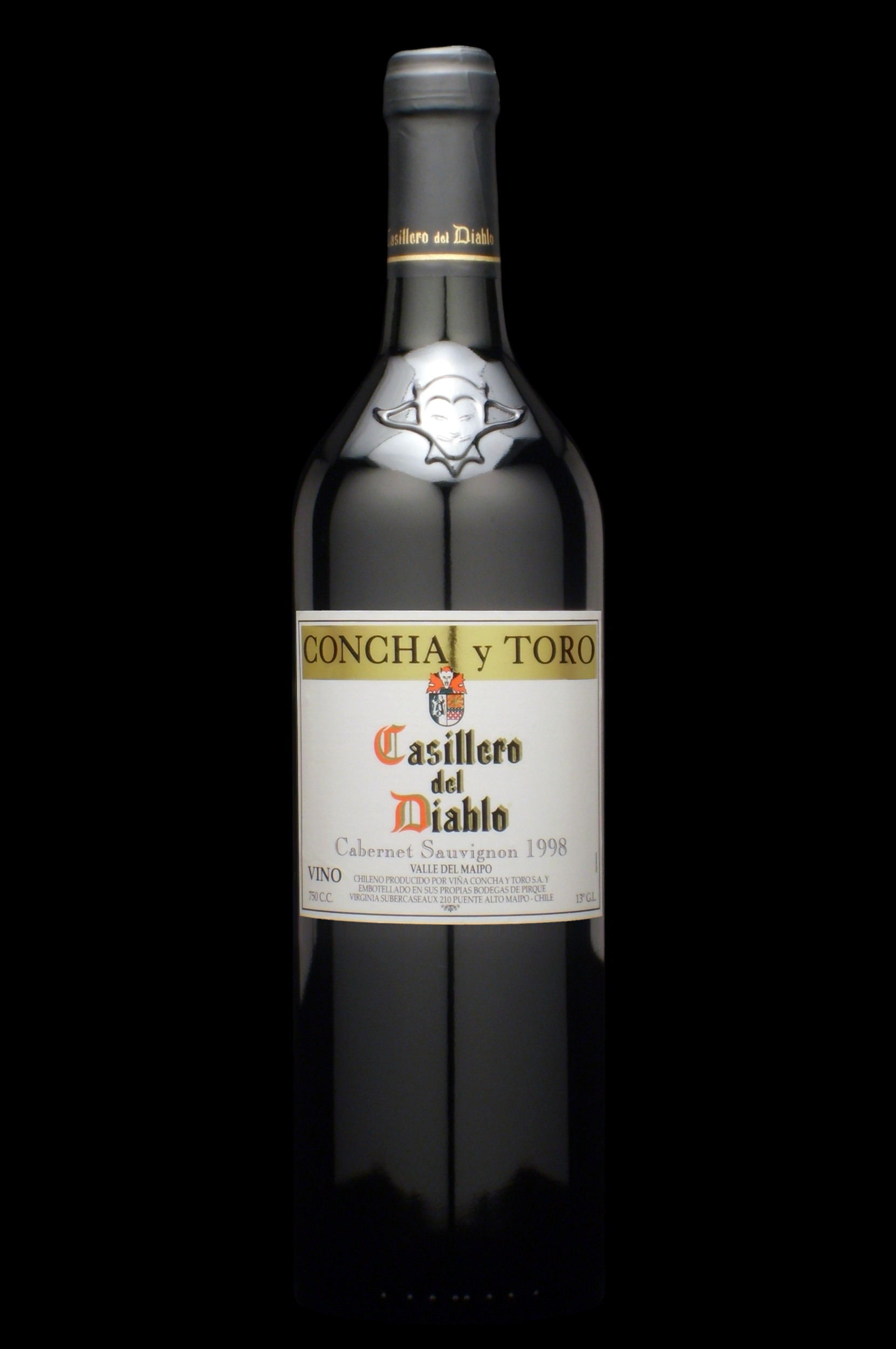
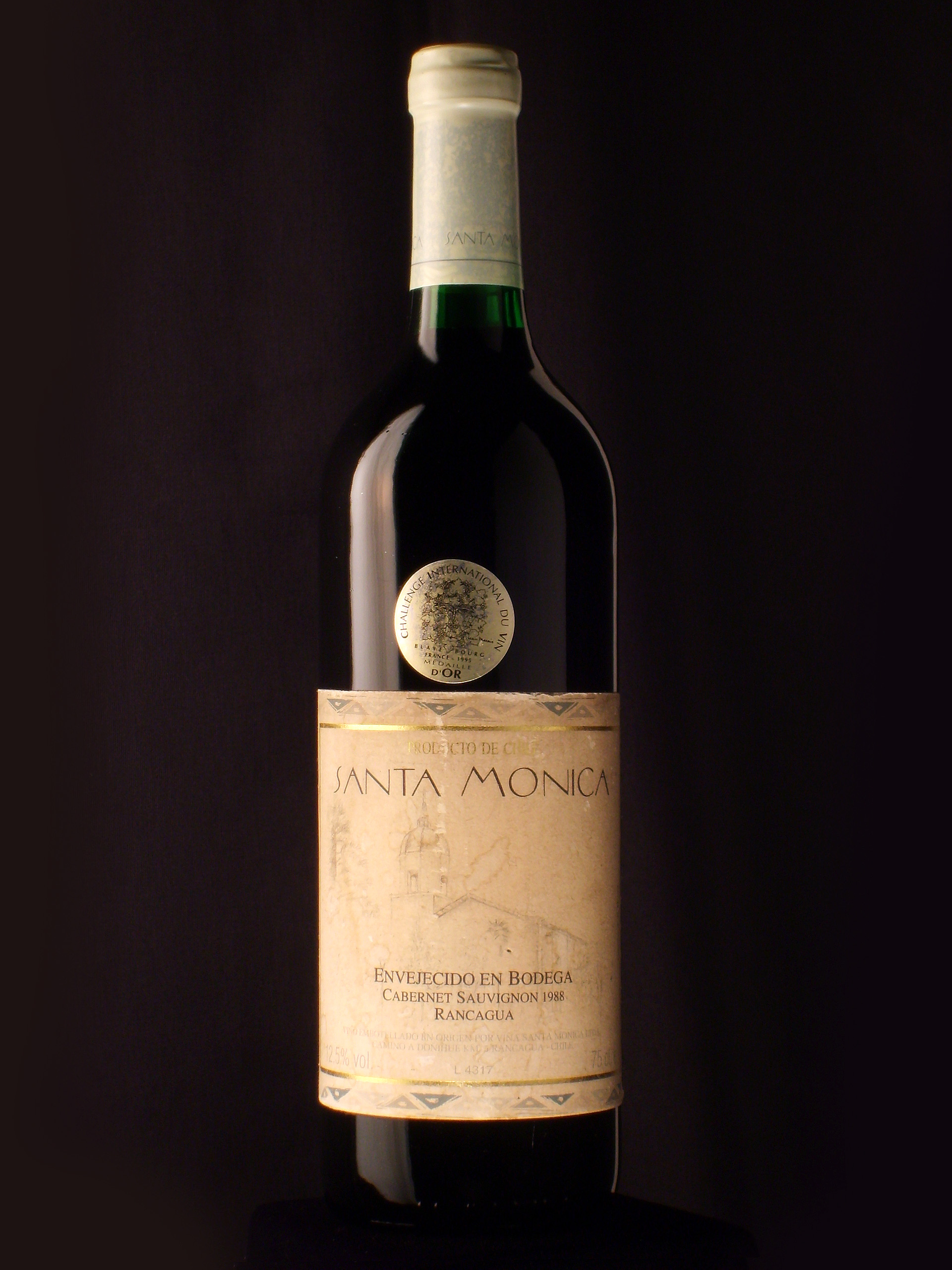
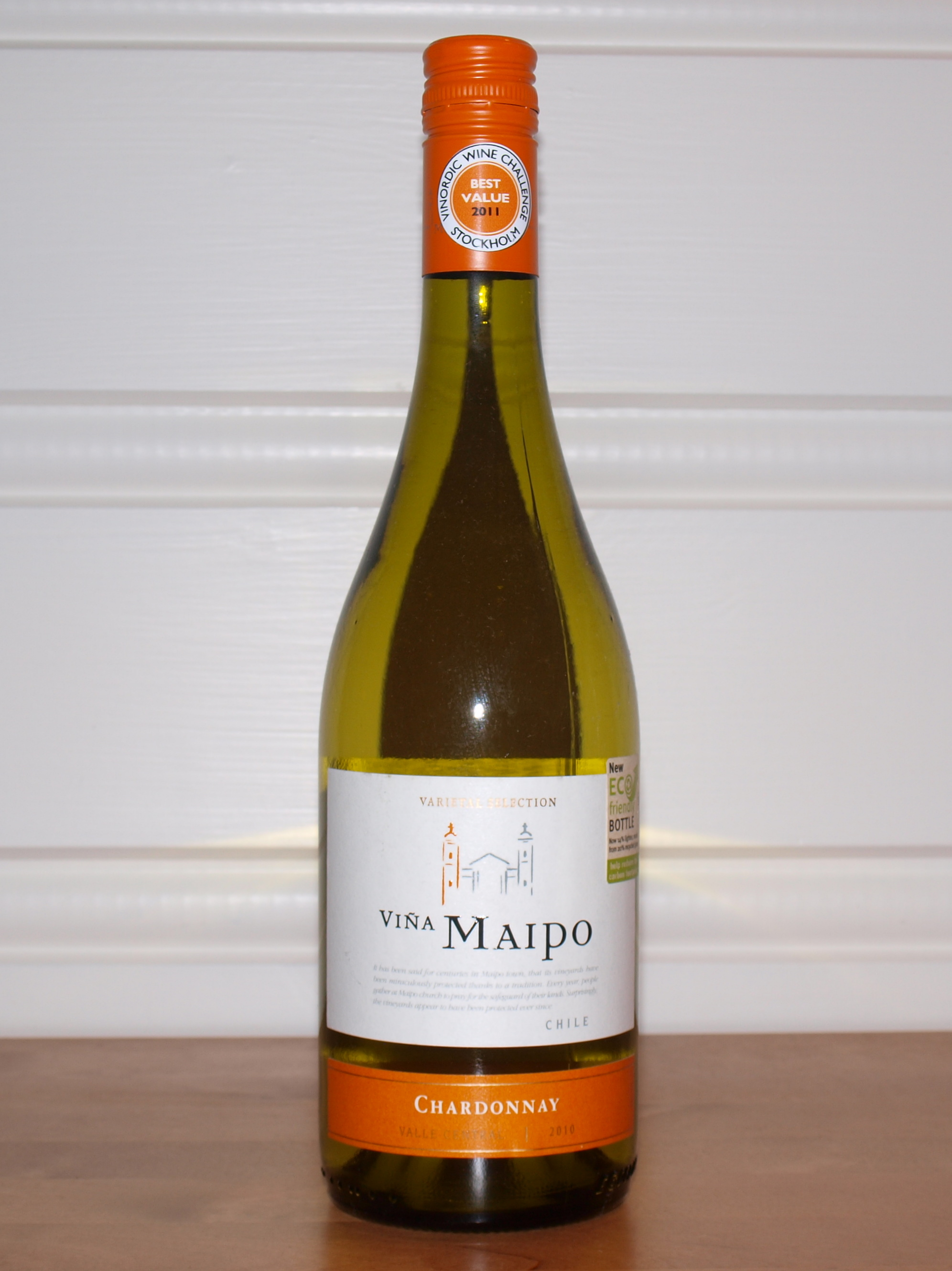

### Caliterra
卡丽德拉酒园（Caliterra）坐落于科尔查瓜山谷的中心地带。智利炎热干旱的夏季多发草原大火，而焚烧草地降低危险又会产生大量浓烟。卡丽德拉酒园在草原上放养马群，为马群提供了充足的食源，同时自然地控制了草的数量，使庄园得以远离火灾的威胁。

### 卡門酒莊
卡門酒莊（Carmen）創始於1850年，以無公害葡萄酒而聞名，是智利最早实施無公害种植葡萄的酒廠之一，基本采取不施肥的种植法。失落多年的Carmenére葡萄品種在CARMEN酒莊的葡萄園中被發現。生產Nativa品牌產品。CARMEN酒莊是智利生產高級葡萄酒的主要酒廠之一，年生產量的95％行銷全世界50個國家。卡門酒莊（Carmen）的名字来原於創始人Christian Lanz的靈感，他以妻子的名字為酒莊命名。

### CODIGO 密碼葡萄酒莊
密碼葡萄酒系列產品，系出Casonas Patronales葡萄莊園，座落在智利美麗的懋雷山谷聖克萊門特地區，這個地區從上個世紀開始，便以生產優質葡萄酒聞名於世。

### Vina Concha Y toro贝壳和牛酒廠
孔雀酒廠(Concha Y toro)是智利最大的葡萄酒生產商之一，他們生產的葡萄酒銷往世界各地的115個國家。在智利酒業中，孔雀酒廠釀造的葡萄酒品種最為豐富多樣。
旗下知名的品牌有紅魔鬼(Casillere del Diablo)、Vina Maipo 美堡。

### EL PRINCIPAL 木桐酋長莊園
智利木桐酋長莊園, 由法國知名釀酒師Jean Paul Valette於1992共同創建,他也是位於聖艾米利永地區的知名一級酒莊帕維( Château Pavie )的前莊主。 Valette先生挑選的土地坐落在海拔750至950公尺之間的邁坡安地斯山谷(邁坡安地斯法定產區), 其獨一無二的風土條件使之成為了釀製非凡品質的葡萄酒最理想的選擇,傳承Valette家族引以為傲的傳統釀酒工藝。 2006著名的波爾多顧問Patrick Léon先生加入了Viña El Principal，與智利首席釀酒師Gonzalo Guzman先生密切合作。他才華洋溢而且在世界上最負盛名的葡萄酒莊有豐富的經驗，這對酒莊的發展而言相當重要。 Patrick Léon先生在Philippe de Rothschild擔任了20年的董事總經理，監督該公司在國際間的葡萄園和釀酒設施，如: 木桐酒莊(Mouton Rothschild)，作品一號(Opus One)，活靈魂(Almaviva)等等。 “El Principal” 贏得了國際認可並成為了智利超級優質酒之一,同時坐實了智利作為一個世界級原產地的潛力。

### VINA MAIPO 智利邁坡莊園
Vina Maipo 成立於1948年， 位在San Diego - 聖地牙哥南方38公里的Maipo Valley， 酒莊的命名因此而來。Maipo Valley 是智利最權威與最知名的葡萄酒產區之一， 是重量級的外銷知名酒莊， 行銷全球超過70多個國家， 葡萄酒品質卓越享譽世界。Max Weinlaub — 前身為Concha Y toro 知名紅魔鬼系列釀酒團隊中靈魂人物， 出生於智利南部的小島， 他在大學期間深深的發現葡萄酒的魅力， 自此開啟了與葡萄酒緊密相連的人生。大學畢業之後， 他到美國加州學習釀酒， 之後回到智利， 於2007 年開始擔任邁坡莊園首席釀酒師， 專注於開發世界頂級葡萄酒。

### MISIONES DE RENGO 十字酒莊
Misiones 酒莊多年前在 Rengo 打下堅實的根基，全名是 “Misiones de Rengo”。酒莊的所在地曾經是西班牙神父們講道與傳福音的起源地，並且在 1730 年興建了一座教堂。在豐富的歷史背景意義深處裡所醞藏的文化遺產，主導了當地的特有的風格。Misiones de Rengo 深信永恆的大地是為神所賜，應該抱持著真誠的態度，珍惜所有特質，釀製葡萄酒則是一個神聖的使命，應該將經年累月所累積下的智慧與宗教教義，挹注在葡萄酒瓶中。

### MONTES蒙特斯酒庄
蒙特斯酒庄，座落于南半球狭长国度智利中部的葡萄酒产区里，1988年由四位酿酒与销售经验丰富的酒界人士所创立。只生产高质量的智利酒是他们成立的宗旨，经过十几年的努力，他们成功推出一系列的高质量葡萄酒，95%的总生产量销售至全球五大洲200个以上的国家，是智利前五大的葡萄酒出口酒厂之一。

### 娜堤瓦酒莊
娜堤瓦酒莊（NATIVA）系出名門，為卡門酒莊副附屬品牌，在智利首先採用有機種植，1999年成為第一家得到國際有機認證的智利酒廠，是少數擁有有機葡萄莊園的酒廠。

### Casas Patronales 卡薩斯‧帕德納芮葡萄酒莊
卡薩斯‧帕德納芮葡萄酒莊園（Casas Patronles）創始於1990年。“Maucho”的意涵是指智利德馬烏萊山谷；Maucho系列產品以橡木桶釀製。

### 桑达‧瑞塔
桑达‧瑞塔（Santa Rita）在智利很有历史渊源，它坐落于迈波山谷，是智利第三大葡萄酒厂。智利独立战争期间，Santa Rita乡间别墅的女主人曾经将120名智利爱国者藏进房子的地下室，逃过西班牙殖民军的追捕。酒厂为了纪念这一历史事件出品了以120为品牌的系列葡萄酒。

### 维尔德也索酒厂
维尔德也索酒厂（Valdivieso）位于库里科山谷。旗下疯马（Caballo Loco）品牌依雪莉方式混酿，被视为只有疯子才能酿出的一款酒。

### Vina Tarapaca 達拉巴家酒莊
達拉巴家酒莊（Tarapaca）1874年創立至今一個世紀，擁有600公頃的葡萄園，年產量2000多萬瓶，酒窖每年存儲的葡萄酒有1200多萬升。。屬於VSPT葡萄酒集團。

### William Cole威廉寇葡萄酒莊園
威廉寇葡萄酒莊園（William Cole）位於智利卡薩布蘭加山谷的威廉寇葡萄酒莊園，是一個具有中型生產規模的葡萄酒廠，每年產量250萬公升，產品行銷全世界56個國家。

## 外部連結
- Asociación de Viñas de Chile A.G. （页面存档备份，存于） （西班牙文）

智利葡萄酒官方网站
- Vinos de Chile
- Vina Maipo （页面存档备份，存于）
- Navegado.cl - Promoviendo vinos naturales y agricultura en Chile y el mundo （页面存档备份，存于）
- Ruta del Vino de Aconcagua
- Ruta del Vino de Cachapoal
- Ruta del Vino de Casablanca （页面存档备份，存于）
- Ruta del Vino de Colchagua （页面存档备份，存于）
- Ruta del Vino de Curicó （页面存档备份，存于）
- Ruta del Vino de Maipo Alto （页面存档备份，存于）
- Ruta del Vino de Maule （页面存档备份，存于）
- Vina Tarapaca （页面存档备份，存于）
- Movimiento de Viñateros Independientes （页面存档备份，存于）
- Wine Selects Vinos chilenos en México
- Mapa de regiones vitivinícolas
- Regiones vitivinícolas en chile
- Guía al vino chileno

1. ↑  K. MacNeil The Wine Bible pg 836–843 Workman Publishing 2001 ISBN 1-56305-434-5